# 吉田和子 (社台グループ)
吉田 和子（よしだ かずこ、1922年1月9日 - 2022年1月19日）は、日本の実業家。有限会社社台不動産の代表取締役社長。

## 来歴
社台ファーム創業者である吉田善哉の妻（1946年結婚）。長男は吉田照哉（社台ファーム代表）、次男は吉田勝己（ノーザンファーム代表）、三男は吉田晴哉（追分ファーム代表）。嫁や孫については息子の項目を参照。
2022年1月19日、死去。100歳没。

## 牧場経営
牧場経営に関しては、善哉から銀行との交渉を任される一方、厩務は一切しなかったと述べている。

## 馬主活動
晴哉の勧めを受け、善哉の後継として1992年から馬主となる。勝負服の柄は黄、黒縦縞、赤袖黄一本輪を使用している。1995年に収録された杉本清との対談では、欠陥があって「売り物にならない」馬のほか、輸入の時期が遅れた外国産馬などを所有していると語っていた。

### おもな所有馬
- ベガ（1993年チューリップ賞、桜花賞[1]、優駿牝馬[1]。JRA賞最優秀4歳牝馬に選出）
- ステージチャンプ[1]（1995年ステイヤーズステークス。前馬主・古岡秀人の死により吉田名義となる）
- ファビラスラフイン（1996年ニュージーランドトロフィー4歳ステークス、秋華賞）
- ゴールドティアラ（1999年ユニコーンステークス、シリウスステークス、2000年かきつばた記念、プロキオンステークス、マイルチャンピオンシップ南部杯）
- レッドチリペッパー（1999年富士ステークス、2000年中山牝馬ステークス）
- グラッブユアハート（2004年スパーキングレディーカップ、2005年白山大賞典、クイーン賞、TCK女王盃、2006年マリーンカップ）
- キストゥヘヴン（2006年フラワーカップ、桜花賞、2008年京成杯オータムハンデキャップ、2009年中山牝馬ステークス）
- シーキングザベスト（2006年武蔵野ステークス）
- ザッハーマイン（2010年TCKディスタフ、東京シンデレラマイル、2011年しらさぎ賞、川崎マイラーズ）
- フーラブライド（2013年愛知杯、2014年中山牝馬ステークス）
- ラビットラン（2017年ローズステークス、2018年ブリーダーズゴールドカップ）
- マドラスチェック （2020年TCK女王盃）